# Sora no Manimani
Sora no Manimani (宙のまにまに?) è un manga giapponese di Mami Kashiwabara, la cui serializzazione è iniziata nel novembre 2005 su Afternoon della Kōdansha. Un adattamento animato realizzato dallo Studio Comet e diretto da Shinji Takamatsu è stato trasmesso in Giappone a partire dal luglio 2009.

## Trama
Sora no Manimani ruota intorno a Saku Ōyagi, uno studente che si trasferisce nella città in cui viveva quando aveva sette anni. All'epoca Saku aveva un'amica di nome Mihoshi Akeno, che amava l'astronomia e che spesso costringeva Saku ad uscire in piena notte per guardare le stelle insieme a lei, o per altre attività simili, anche quando Saku avrebbe preferito rimanere a casa. La sera prima della partenza di Saku, il ragazzino si ruppe un braccio per "parare" Mihoshi che cadeva da un albero. Saku partì e non vide mai più Mihoshi rimanendo però molto in collera con lei. Quando Saku e Mihoshi ormai adolescenti si rincontrano però, dopo un breve periodo di astio, ritornano ad essere amici. Tuttavia Mihoshi ha ancora la stessa influenza sull'amico al punto di convincerlo ad iscriversi al club di astronomia, anziché a quello di letteratura. Al club si iscrive anche Hime Makita, una ragazza innamorata di Saku.

## Personaggi
Saku Ōyagi (大八木 朔?, Ōyagi Saku)
Doppiato da Tomoaki Maeno
Saku è il personaggio principale della serie, cresciuto viaggiando per tutto il Giappone per via del lavoro del padre. Saku ama leggere, attività che fa continuamente, e preferisce stare a casa, benché il club di astronomia preveda diverse attività all'aria aperta. Col tempo Saku inizierà ad apprezzare le attività del club. Dato che passa molto tempo con Mihoshi, la maggior parte dei suoi compagni di classe pensano che i due siano fidanzati.
Mihoshi Akeno (明野 美星?, Akeno Mihoshi)
Doppiata da Kanae Itō
Mihoshi è una ragazza vivace ed iperattiva, un anno più grande di Saku, benché abbia la tendenza a comportarsi in modo infantile. Ha ereditato dal defunto padre l'amore per le stelle e l'universo, e sin da bambina adora passare la notte fuor icasa ad ammirare le stelle. Ha una forte influenza sull'amico di infanzia Saku, suo compagno al club di astronomia.
Sayo Yarai (矢来 小夜?, Yarai Sayo)
Doppiata da Saori Hayami
Sayo è una ragazza calma ed intelligente, dello stesso anno di Mihoshi e sua compagna al club di astronomia. La sua famiglia gestisce un tempio buddhista.
Hime Makita (蒔田 姫?, Makita Hime)
Doppiata da Haruka Tomatsu
Hime è una ragazza nella stessa classe di Saku, per il quale ha una cotta. Si iscrive al club di astronomia per potergli stare vicino più tempo possibile. Generalmente è una ragazza molto tranquilla, tranne quando diventa gelosa nei confronti di Mihoshi.
Masashi Edogawa (江戸川 正志?, Edogawa Masashi)
Doppiato da Reiko Takagi
Masashi Edogawa è il migliore amico e compagno di classe e di Saku, e benché faccia parte del club della fotografia, prende spesso parte alle attività del club di astronomia, per poter stare con le ragazze del club, che trova molto attraenti.
Takeyasu Roma (路万 健康?, Roma Takeyasu)
Doppiato da Junji Majima
Takeyasu Roma è il presidente del club di astronomia. Appare id costituzione debolissima e di salute cagionevole, al punto di apparire spesso in uno stato di "simil-morte", o di perdere copiosamente sangue. Dopo il diploma frequenterà la stessa università di Ayumi Ōmi, una ragazza con la sua stessa passione per l'astronomia, che è innamorata di lui.
Fumie Kotozuka (琴塚 文江?, Kotozuka Fumie)
Doppiata da Ami Koshimizu
Fumie è la presidentessa del consiglio studentesco ed è membro del club di letteratura. Conosce i gusti di Saku, per il quale ha un forte interesse e vorrebbe che si iscrivesse al suo stesso club, anche perché considera le attività del club di astronomia non accettabili ed ha una forte antipatia per Mihoshi.

## Media

### Manga
Il manga, scritto ed illustrato da Mami Kashiwabara, ha iniziato ad essere serializzato sulla rivista della Kōdansha Afternoon dal novembre 2005. Il primo volume è stato pubblicato il 23 giugno 2006

### Anime
Un adattamento animato, realizzato dallo Studio Comet e diretto da Shinji Takamatsu, è stato trasmesso in Giappone fra il 7 luglio ed il 22 settembre 2009.

## Episodi
| Nº | Titolo italiano Giapponese 「Kanji」 - Rōmaji                                  | In onda           | In onda |
| Nº | Titolo italiano Giapponese 「Kanji」 - Rōmaji                                  | Giapponese        |         |
| 01 | Welcome to the Astronomy Club! 「天文部へようこそ!」 - Tenmonbu e Yōkoso!      | 7 luglio 2009     |         |
| 02 | First Star 「ファーストスター」 - Fāsuto Sutā                                  | 14 luglio 2009    |         |
| 03 | Planetarium 「プラネタリウム」 - Puranetariumu                                 | 21 luglio 2009    |         |
| 04 | Until Daybreak 「夜明けまで」 - Yoake Made                                     | 28 luglio 2009    |         |
| 05 | The Star of Words 「言葉の星」 - Kotoba no Hoshi                               | 4 agosto 2009     |         |
| 06 | Pleased to Meet You 「よろしく」 - Yoroshiku                                   | 11 agosto 2009    |         |
| 07 | The Moon and Sweet Osmanthus 「月とキンモクセイ」 - Tsuki to Kinmokusei        | 18 agosto 2009    |         |
| 08 | Illuminated Ground 「イルミネイトグラウンド」 - Irumineito Guraundo            | 25 agosto 2009    |         |
| 09 | High School Astronomy Network 「高校天文ネットワーク」 - Kōkō Tenmon Nettowāku | 1º settembre 2009 |         |
| 10 | Together 「いっしょに」 - Issho ni                                             | 8 settembre 2009  |         |
| 11 | That's Like White Snow 「それは白い雪のように」 - Sore wa Shiroi Yuki no Yō ni | 15 settembre 2009 |         |
| 12 | Starry Sky Loop 「星空ループ」 - Hoshizora Rūpu                                | 22 settembre 2009 |         |

## Colonna sonora
Sigla di apertura
- Super Noisy Nova cantata da Sphere

Sigle di chiusura
- Hoshikuzu no Surround (星屑のサラウンド) cantata da CooRie
- Yami ni Saku Hoshi no You ni (闇に咲く星のように) cantata da CooRie (episodio 4)